# Умберто Суасо
Умберто Андрес Суасо Понтиво (на испански: Humberto Andrés Suazo Pontivo) е чилийски футболист, роден на 10 май 1981 г. в чилийския пристанищен град Сан Антонио. В последните години той е един от най-добрите голмайстори, не само в Чили, но и в световен мащаб. Суасо е една от легендите на мексиканския Монтерей и националния отбор на Чили. Прякорът му е Чупете – Биберона.

## Клубна кариера
На шестгодишна възраст Суасо започва да тренира футбол в Клуб Торино; там го завежда баща му, бивш играч на същия отбор. През 1996 г. отива в ДЮШ на Универсидад Католика, един от най-титулуваните чилийски отбори. Там Суасо обаче не проявява старание на тренировките и използва всяка възможност да напусне академията и да се прибере в Сан Антонио. По-късно той съжалява за поведението си и пропиляната възможност да се развие в отбор от този ранг.
Заради лошата му дисциплина през 2000 г. Универсидад Католика го дава под наем на втородивизионния Нубленсе. В края на годината тежка контузия на фибулата го изважда от терените за седем месеца. През 2001 г. изтича договорът му с Универсидад Католика и Суасо преминава в Магаланес, а година по-късно – в Сан Антонио Унидо. През 2003 г. вече е в третодивизионния Сан Луис Килота, където приковава погледите на футболните специалисти – в един сезон отбелязва 40 гола в 40 мача. Това е причината да премине в елитния Аудакс Италиано. Въпреки че в началото на 2004 г. отново получава тежка контузия, до края на престоя си в този отбор през 2006 г. отново отбелязва 40 попадения.
Следва трансфер в чилйския гранд Коло Коло, тъкмо за участието на отбора на Копа Либертадорес през 2006 г. Отборът отпада след едва два мача още в първия кръг, но Суасо успява да отбележи хеттрик на мексиканския Гуадалахара. В местното първенство, в турнира Апертура, Суасо печели голмайсторската титла с 14 гола, а Коло Коло печели титлата. На финала турнира Клаусура Коло коло печели срещу Аудакс Италиано с общ резултат 6:2, а Суасо отбелязва три от головете. И в Апертура през 2007 г., Коло Коло печели титлата, а Суасо е голмайстор с 18 гола. През 2006 г. Суасо извежда отбора си до финал за Копа Судамерикана, печелейки освен сребърен медал и голмайсторската титла с 10 гола в 12 мача.
През 2007 г. Суасо преминава за 5 милиона долара в Монтерей, като това една от най-високите трансферни суми, плащани за чилиец при трансфер от местното първенство в чужбина. Той обаче не оправдава очакванията и отбелязва само три гола в 12 срещи. Освен това той непрекъснато е в конфликт с треньорите и съотборниците си и това почти води до трансфер в аржентинския Индепендиенте, но исканата трансферна сума от 8 милиона долара го проваля. На 4 януари 2008 г. Суасо свиква пресконференция, на която признава, че нито поведението му, нито формата му са били на ниво в изминалите шест месеца и че оттогава насетне ще промени нещата, поемайки отговорност и тренирайки по-усърдно. Той спазва обещанието си и през април отбелязва четири гола в един мач срещу Веракрус, изравнявайки клубния рекорд на Милтън Карлос. В турнира Клаусура става голмайстор с 16 попадения. През 2009 г. печели и титлата и наградата за най-добър играч в Клаусура. В началото на 2010 г. Суасо отива под наем в Реал Сарагоса, като испанците имат опция за закупуването му за 10 милиона евро.
През 2015 г. се завръща в Коло Коло.

## Национален отбор
Първата си титла с нацианална формация Суасо печели през 2000 г. – турнира за юноши до 19 г. Милк Къп в Северна Ирландия. Година по-късно тежката контузия на фибулата не му позволява да участва на Световното първенство за юноши. За мъжкия отбор дебютира на 9 февруари 2005 г. в приятелския мач срещу Еквадор. С Чили участва на две големи първенства – Копа Америка през 2007 г. и Световното първенство през 2010 г., като в квалификациите за последното е пръв сред голмайсторите с 10 гола, с един повече от Луиш Фабиано от Бразилия.

### Голове
| #  | Дата              | Място                     | Съперник      | Гол в мача | Краен резултат | Повод |
| -- | ----------------- | ------------------------- | ------------- | ---------- | -------------- | ----- |
| 1  | 24 март 2006      | Ранкагуа, Чили            | Нова Зеландия | 1:1        | 4:1            | П     |
| 2  | 30 май 2006       | Вител, Франция            | Кот д'Ивоар   | 1:1        | 1:1            | П     |
| 3  | 2 юни 2006        | Стокхолм, Швеция          | Швеция        | 1:1        | 1:1            | П     |
| 4  | 16 август 2006    | Сантяго, Чили             | Колумбия      | 1:0        | 1:2            | П     |
| 5  | 27 юни 2007       | Пуерто Ордас, Венецуела   | Еквадор       | 1:1        | 3:2            | КА    |
| 6  | 27 юни 2007       | Пуерто Ордас, Венецуела   | Еквадор       | 2:2        | 3:2            | КА    |
| 7  | 7 юли 2007        | Пуерто ла Крус, Венецуела | Бразилия      | 1:5        | 1:6            | КА    |
| 8  | 17 октомври 2006  | Сантяго, Чили             | Перу          | 1:0        | 2:0            | СК    |
| 9  | 18 юни 2008       | Пуерто ла Крус, Венецуела | Венецуела     | 1:1        | 3:2            | СК    |
| 10 | 18 юни 2008       | Пуерто ла Крус, Венецуела | Венецуела     | 3:2        | 3:2            | СК    |
| 11 | 10 септември 2008 | Сантяго, Чили             | Колумбия      | 2:0        | 4:0            | СК    |
| 12 | 29 март 2009      | Лима, Перу                | Перу          | 2:0        | 3:1            | СК    |
| 13 | 6 юни 2009        | Асунсион, Парагвай        | Парагвай      | 2:0        | 2:0            | СК    |
| 14 | 9 септември 2009  | Салвадор, Бразилия        | Бразилия      | 1:2        | 2:4            | СК    |
| 15 | 9 септември 2009  | Салвадор, Бразилия        | Бразилия      | 2:2        | 2:4            | СК    |
| 16 | 10 октомври 2009  | Меделин, Колумбия         | Колумбия      | 2:1        | 4:2            | СК    |
| 17 | 14 октомври 2009  | Сантяго, Чили             | Еквадор       | 1:0        | 1:0            | СК    |
| 17 | 30 май 2010       | Консепсион, Чили          | Израел        | 1:0        | 3:0            | П     |

## Успехи
Коло Коло
- Примера Дивисон
  - Шампион: 2006 А, 2006 К, 2007 А
- Копа Судамерикана
  - Финалист: 2006
- Голмайстор на Чили
  - Апертура: 2006, 2007
  - Клаусура: 2008
- Голмайстор на Копа Судамерикана
  - 2006

 Монтерей
- Примера Дивисон
  - Шампион: 2009 А
- Най-добър играч на шампионата
  - Апертура: 2009

 Чили
- Голмайстор на квалификациите за СП, зона КОНМЕБОЛ
  - 2010